# ويليام كرايغ سميث
ويليام كرايغ سميث (بالإنجليزية: William Craig Smith)‏ هو مخرج فني أمريكي، ولد في 9 ديسمبر 1918 في فيلادلفيا في الولايات المتحدة، وتوفي في 22 أغسطس 1986.

## وصلات خارجية
- ويليام سميث على موقع IMDb (الإنجليزية)
- ويليام سميث على موقع قاعدة بيانات الفيلم (الإنجليزية)